# Matias Zaldarriaga
Matias Zaldarriaga (* 1971 in Buenos Aires) ist ein argentinischer Astrophysiker, der sich mit Kosmologie und insbesondere der Kosmischen Hintergrundstrahlung (CMB)  befasst. 
Zaldarriaga studierte an der Universität Buenos Aires Physik mit dem Abschluss (Lizenziat) 1994 und am Massachusetts Institute of Technology mit der Promotion 1998. 1996 erhielt er den Barrett-Preis des MIT für Astrophysik und 1998 war er Hubble Fellow. Als Post-Doktorand war 1998 bis 2001 Mitglied des Institute for Advanced Study, wo er 2001/02 Keck Visiting Associate in Kosmologie war. 2001 bis 2002 war er Assistant Professor an der New York University. Im Jahr 2003 wurde er Associate Professor an der Harvard University, wo er 2004 Professor für Physik und Astronomie wurde. Seit 2009 ist er Professor für Astrophysik am Institute for Advanced Study.
Er ist bekannt für detaillierte Untersuchungen der  Kosmischen Hintergrundstrahlung, in dem er nach Hinweisen auf physikalische Vorgänge im frühen Universum sucht. Er schrieb dazu mit dem slowenischen Astrophysiker Uros Seljak (* 1966; Professor an der University of California, Berkeley) die heute vielfach verwendete Software CMBFAST zur Berechnung der Anisotropie der  Kosmischen Hintergrundstrahlung für beliebige kosmologische Parameter. Er nutzte Gravitationslinseneffekte und die Beobachtung der Polarisation der Kosmischen Hintergrundstrahlung um die Verteilung ansonsten nicht sichtbarer Materie im Universum zu erhalten, die die Lichtausbreitung des CMB auf dem Weg zum Beobachter beeinflussen.  Er schlug vor, durch Beobachtung der Variation der Kosmischen Hintergrundstrahlung im Bereich der Wellenlänge von  21 cm (der charakteristischen HI-Linie des neutralen Wasserstoffs im intergalaktischen Raum) Hinweise auf den Zustand des Kosmos vor der Bildung und zum Zeitpunkt der Bildung der ersten Sterne zu erhalten. Er ist in Verfolgung dieses Beobachtungsprogramms mit Kollegen in Princeton an mehreren  internationalen Programmen beteiligt wie Planck-Weltraumteleskop, Low Frequency Array (LOFAR), Murchison Widefield Array (MWA), James Webb Space Telescope.
Mit Leonardo Senatore arbeitete er über effektive Feldtheorien der Inflation und Gravitationswellensignalen im frühen Universum.
2001 war er Packard Fellow und 2004 Sloan Fellow. 2003 erhielt er den Helen-B.-Warner-Preis der American Astronomical Society für junge Astronomen und 2005 die Gribov Medal. 2006 wurde er MacArthur Fellow. 2018 wurde Zaldarriaga in die National Academy of Sciences gewählt, 2022 in die American Academy of Arts and Sciences. 2021 wurde er mit dem Gruber-Preis für Kosmologie ausgezeichnet.